# فرودگاه بین‌المللی کپ. فاپ کارلووس مارتینز دا پینیلوس
فرودگاه بین‌المللی کپ. فاپ کارلووس مارتینز دا پینیلوس (به انگلیسی: Cap. FAP Carlos Martínez de Pinillos International Airport) یک فرودگاه همگانی با کد یاتا TRU است که یک باند فرود آسفالت دارد و طول باند آن ۳۰۲۴ متر است. این فرودگاه در کشور پرو قرار دارد و در ارتفاع ۳۲ متری از سطح دریا واقع شده‌است.